# Station IX
Die Station IX war eine geheime Entwicklungsabteilung des britischen Special Operations Executive (SOE) während des Zweiten Weltkrieges. Sie produzierte Ausrüstung für Kommandounternehmen von Agenten und Spezialverbänden.

## Geschichte
Die Station IX war in einem Herrenhaus mit dem Namen The Frythe untergebracht. Es lag ca. eine Fahrstunde nördlich von London in der Nähe des Ortes Welwyn, nach dem die Ausrüstung auch als Wel- benannt wurde, so die schallgedämpfte Pistole Welrod.
Die Station IX war eines von mehreren Laboratorien in England und stand unter dem Kommando von Major John Dolphin.
In der Station IX wurden Waffen entwickelt oder aus herkömmlichen Modellen für den SOE-Einsatz weiterentwickelt, so das Paraset Funkgerät, Bleistiftzünder, Explosivgeschosse und getarnte Fallen für Agenten und Widerstandsgruppen. Bekannt wurden das für Fallschirmjäger nutzbare, faltbare Miniaturmotorrad Welbike, die schallgedämpfte Pistole Welrod und mehrere Miniaturtauchfahrzeuge wie der Welman und Sleeping Beauty.
Viele dieser Entwicklungen dienten Ian Fleming in seinen Romanen später als Vorlage für die Q Gadgets.

## Erfindungen (Auswahl)
- Welrod – eine schallgedämpfte Pistole
- Welwand  –  eine am Unterarm befestigte Vorrichtung, die eine kleine Feuerwaffe in einem langärmligen Mantel oder Jackett versteckte.
- Welgun – eine einfache und kostengünstige Maschinenpistole
- Welbike –  ein leichtes einsitziges Faltkraftrad, das in einem Container verpackt und mit einem Fallschirm abgeworfen werden konnte
- Motorised Submersible Canoe – offene, unter Wasser verwendbare Wasserfahrzeuge
- Welman submarine – Ein-Mann-U-Boot (Kleinkampfmittel).
- Welfreighter – Kleinst-U-Boot, um Agenten hinter feindliche Linien zu bringen und zu versorgen
- Welbum – ein Antrieb für Fallschirmspringer, die in Wasser abgesprungen waren. Es bestand aus einem stromlinienförmigen Metallbehälter mit Elektromotor, der auf dem Rücken des Schwimmers zu befestigen war. Mittels Schraubenantrieb konnten bis zu 3 km zurückgelegt werden, bei einer Geschwindigkeit von ca. 3,6 km/h.[2]